# 苏朗 (杜省)
苏朗（法語：Sourans，法語發音：[suʁɑ̃]）是法国杜省的一个市镇，属于蒙贝利亚尔区。

## 地理
苏朗（47°24'29"N, 6°37'56"E）面积4.2 平方千米，位于法国勃艮第-弗朗什-孔泰大區杜省，该省份为法国东部内陆省份，北起上索恩省，西接汝拉省，东部及东南部与瑞士接壤，东北部与贝尔福地区省接壤。
与苏朗接壤的市镇（或旧市镇、城区）包括：圣莫里斯-科隆比耶、布吕桑、古莱当布兰、耶蒙当、朗特南。

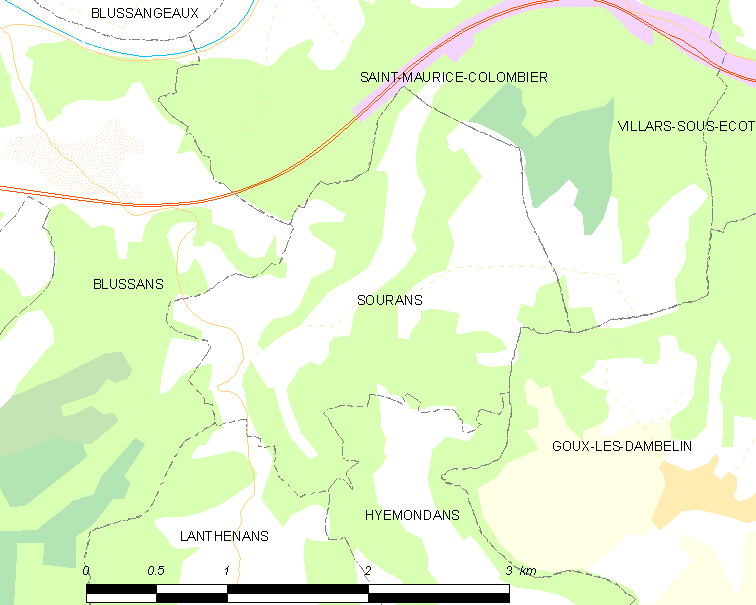
的OSM定位图

苏朗的时区为UTC+01:00、UTC+02:00（夏令时）。

## 行政
苏朗的邮政编码为25250，INSEE市镇编码为25552。

## 政治
苏朗所属的省级选区为巴旺县。

## 人口

1962-2008年间人口变化图示

苏朗于2022年1月1日时的人口数量为116人。